# كوكاتو كبريتي العرف
الكوكاتو كبريتي العرف او أصفر التاج (الاسم العلمي: Cacatua galerita) (بالإنجليزية: Sulphur-crested Cockatoo)‏ طائر أبيض اللون كبير نسبيا من فصيلة الكوكاتو، يعيش في المناطق التي تكثر فيها الأشجار في أستراليا وغينيا الجديدة، وتكون هذه الطيور كثيرة العدد جدا في بعض المناطق، ولذلك فإنها تعتبر أحيانا من الحيوانات الآفات، وهي منتشرة كثيرا عند مربي الطيور، مع أنها تعتبر حيوانات أليفة متطلبة.

## مناطق الانتشار
في أستراليا يمكن إيجاد الكوكاتو كبريتي الرأس بشكل كبير في الشمال والشرق، فهي تمتد جنوبا حتى تسمانيا، ولكنها تتجنب الأماكن القاحلة التي تقل فيها الأشجار، كما توجد بأعداد كبيرة جدا في المناطق المأهولة والضواحي، كأديليد وملبورن وكانبرا وسيدني وبريزبان، وتتواجد هذه الطيور أيضا في كل أنحاء غينيا الجديدة ما عدا المناطق المرتفعة، وتوجد كذلك في الجزر الصغيرة القريبة كجزيرة وايجيو وجزيرة ميسول وجزر آرو. وهناك أربعة أنواع فرعية لهذا الطائر وهي:
1. C. g. triton : ويوجد في غينيا الجديدة والجزر المحيطة بها.
2. C. g. elenora : وهو محدود الوجود في جزر آرو بين أستراليا وغينيا الجديدة.
3. C. g. fitzroyi : ويوجد في شمال أستراليا وغربها إلى خليج كاربنتاريا.
4. C. g. galerita : ويوجد من كيب يورك (Cape York) إلى تسمانيا.

### الأفراد المدخلة
داخل أستراليا، أدخل الكوكاتو كبريتي العرف إلى منطقة بيرث، والتي تبعد كثيرا عن موطنه الطبيعي.
خارج أستراليا، أدخل هذا الطائر إلى سنغافورة، حيث قدر عددها هناك بـ 500 إلى 2000 فرد، كما أدخل إلى بالاو ونيوزلندا، حيث يبلغ عدد الأفراد المدخلة إلى نيوزلندا أقل من 1000 فرد.

## الوصف

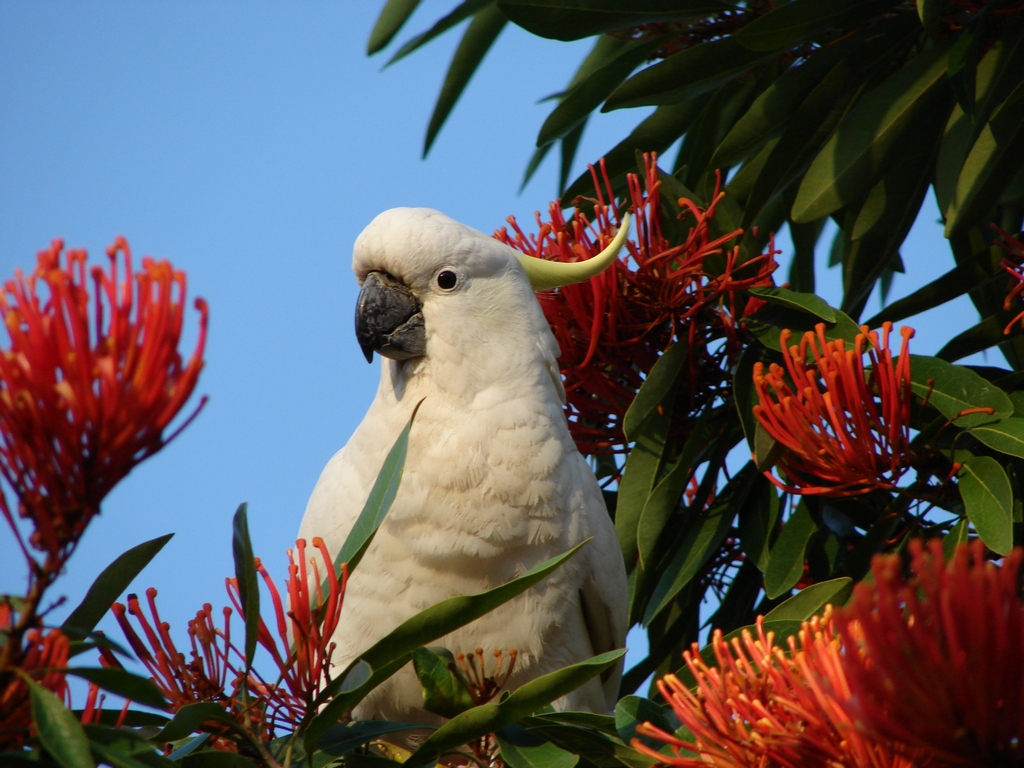
في بريزبان، كوينزلاند

طول الكوكاتو كبريتي العرف يتراوح بين 44 و55 سنتمترا، علما أن الأنواع الفرعية الأسترالية أكبر حجما من الأنواع الفرعية التي توجد في غينيا الجديدة والجزر القريبة منها. ريشه أبيض، وهناك ريش أصفر فاتح تحت جناحيه وعلى ذيله، وعرفه أصفر، ومنقاره أسود اللون، وأقدامه خضراء، والحلقات التي حول عينيه بيضاء. للذكور عيون سوداء بالكامل، أما الإناث فلها عيون مائلة للون الأحمر أو البني، ولكن يجب توفير ظروف رؤية ممتازة لرؤية ذلك. إن الفروق بين الأنواع الفرعية دقيقة، فالنوع الفرعي C. g. fitzroyi مشابه للنوع الفرعي C. g. galerita ولكنه يفتقر إلى اللون الأصفر عند الأذنين مع وجود لون فاتح مائل للبني حول العينين، والنوع الفرعي C. g. eleonora مشابه للنوع الفرعي C. g. fitzroyi ولكنه أصغر حجما ولديه ريشات عريضة على عرفه، وC. g. triton مشابه لـ C. g. eleonora ما عدا احتوائه على منقار أصغر.

## السلوك

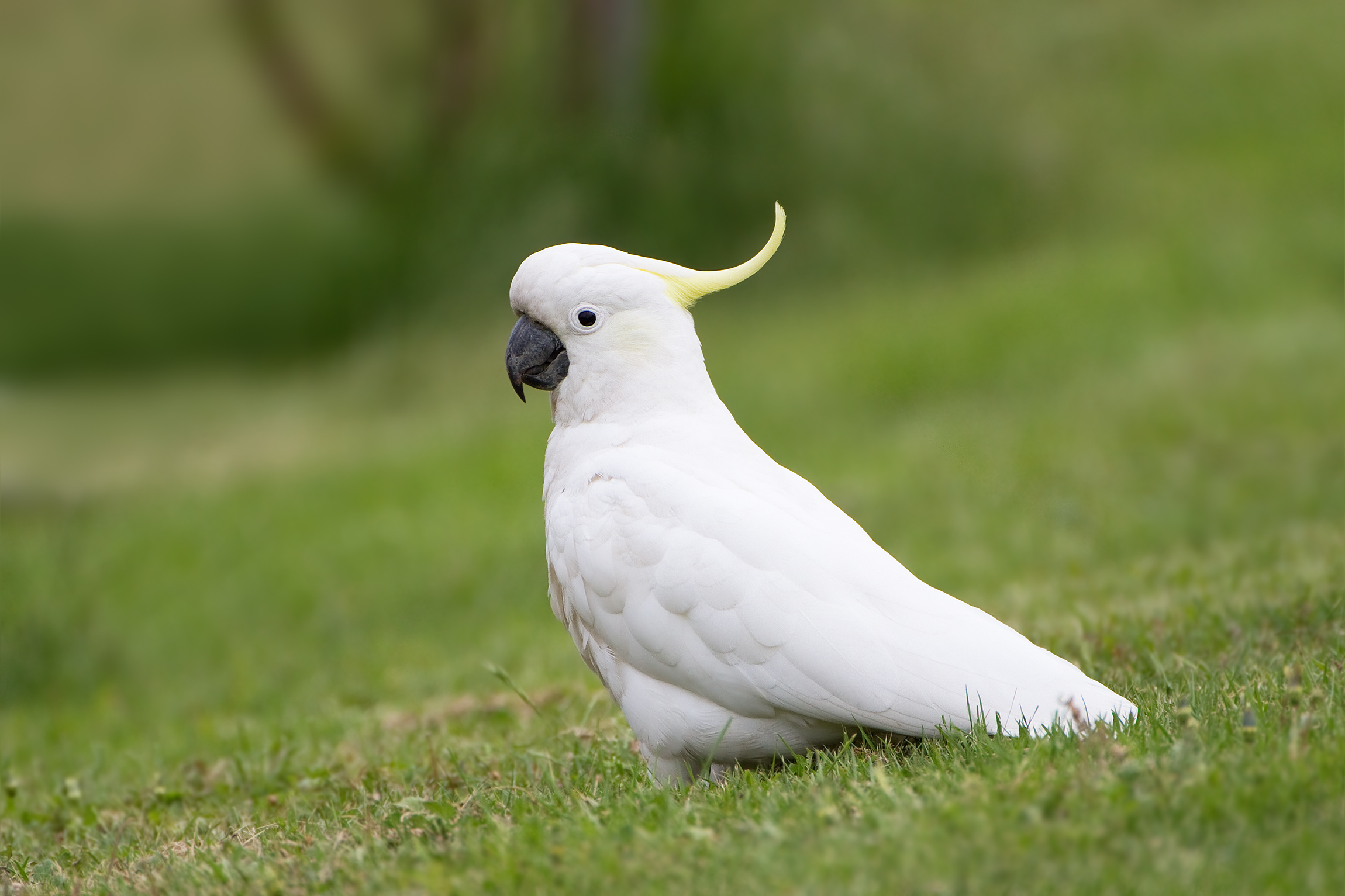
يمشي على الحشيش في تسمانيا، أستراليا

يمكن أن يكون النداء المميز لهذه الطيور عاليا جدا. وهي تهاجر خلال الغابات التي تعيش فيها، بما فيها الغابات المطيرة الاستوائية وشبه الاستوائية. وهذه الطيور فضولية بطبيعتها، كما أنها ذكية جدا، فقد تكيفت للعيش في المستعمرات الأوروبية في أستراليا وعاشت في العديد من المناطق المدنية.
يمكن أن تعيش هذه الطيور فترات طويلة من الزمن تصل إلى 70 عاما في الأسر، إلا أنها تعيش 20 إلى 40 عاما فقط في البرية. ولوحظ على هذه الطيور أنها تأكل التراب أو الطين، وهي تفعل ذلك لتزيل سمية الغذاء التي تتناوله. وتنتج هذه الطيور مسحوقا دقيقا (بودرة) لوقايتها من الماء والمطر، على خلاف كثير من المخلوقات التي تنتج الزيت.
الكوكاتو كبريتي العرف موسمي التزاوج في أستراليا، ويعرف القليل فقط عن عاداته التزاوجية في غينيا الجديدة. في جنوب أستراليا يكون موسم التزاوج من شهر آب (شهر 8) إلى شهر كانون الثاني (شهر 1)، أما في شمال أستراليا فإن موسم التزاوج من شهر أيار (شهر 5) إلى شهر أيلول (شهر 9)، وأعشاشها تكون من رقائق الخشب وتوضع في حفر داخل الأشجار، وكغيرها من الببغاوات فإنها تتنافس مع غيرها من الطيور على أماكن وضع العش، وتوضع بيضتان أو ثلاث في المرة الواحدة، وتكون مدة الحضانة من 25 إلى 27 يوما، ويقوم كلا الوالدين باحتضان البيض وتربية الصغار، إذ تبقى الصغار معتمدة على والديها لمدة 9 إلى 12 أسبوعا، وبعد أن ينبت الريش على الصغار تبقى مع والديها لعدة شهور.
إن الأفراد التي تتغذى على الأرض تكون معرضة لهجوم المفترسات، ولذلك فإن هذه الطيور قد وُهبت صفة مميزة تمكنها من حماية نفسها، فكلما وُجدت مجموعة منها على الأرض، وجد فرد واحد على الأقل في مكان مرتفع أي على شجرة (غالبا شجرة ميتة) ليقوم بالحراسة.

## حالات الإزعاج

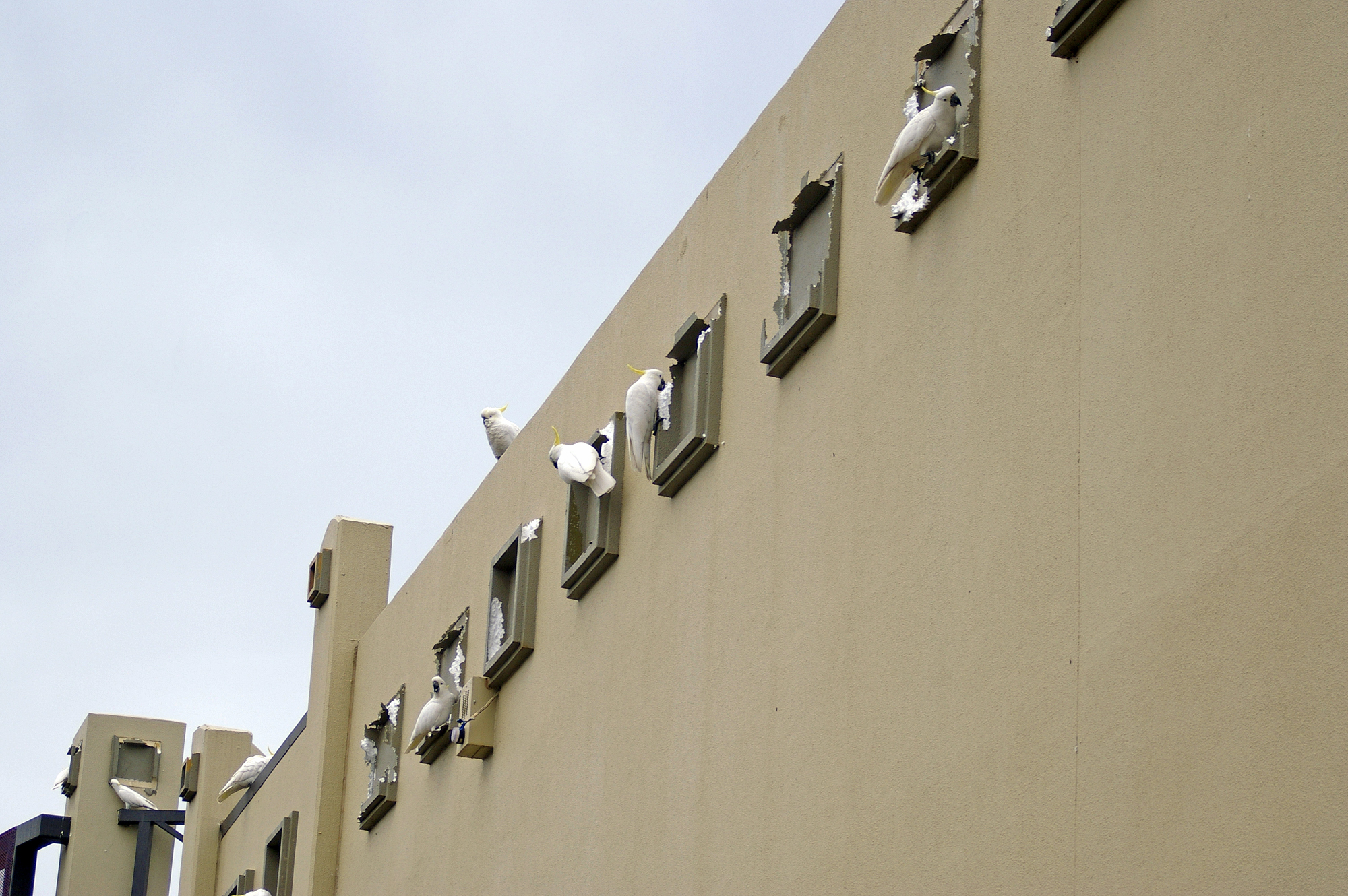
عدد كبير من الكوكاتو تسبب الضرر لواجهة محل تجاري

في بعض مناطق أستراليا تكون أفراد الكوكاتو كبريتي العرف منتشرة بأعداد كبيرة جدا، وقد تسبب الضرر لمحاصيل الحبوب والفواكه، كما قد تسبب الضرر للتراكيب الخشبية كألواح المنازل وأثاث الحدائق والأشجار، ولذلك فإنها أحيانا تُسمم أو تتعرض لإطلاق النار، ولكن ذلك يحتاج إلى إذن من الحكومة، لأنها طيور محمية بنص من القانون الأسترالي.

## التربية
الكوكاتو كبريتي العرف طائر متطلب، وله صوت مرتفع، وله أيضا رغبة طبيعية في قضم الخشب وغيره من المواد الصلبة والعضوية.
يمكن أن تتعرض هذه الطيور كغيرها من الببغاوات لمرض فيروسي اسمه (Psittacine Beak and Feather Disease) أي مرض منقار الببغاء وريشه، والذي يؤدي إلى فقد الببغاء لريشه ونمو منقار غريب الشكل، وهذا المرض يصيب الببغاوات بشكل طبيعي في البرية والأسر.

## المرجع
كوكاتو كبريتي العرف